# Prince of Persia: The Forgotten Sands
Prince of Persia: The Forgotten Sands är ett actiondatorspel av Ubisoft från 2010. Spelet utspelar sig mellan Sands of Time och Warrior Within.
När prinsen besöker sin brors kungarike efter sitt äventyr i Azad upptäcker han att palatset belägras av en mäktig armé, ute efter att förstöra palatset. Sedan man beslutat att använda den uråldriga Sandkraften i ett desperat försök att rädda kungariket från total förintelse, ger sig prinsen ut på ett episkt äventyr och lär sig vad det innebär att vara en riktig ledare och att det inte alltid är så enkelt att ha makt.